# Bannkopf
De Bannkopf is een berg in het Berchtesgadener Land in de deelstaat Beieren, Duitsland. De berg heeft een hoogte van 1658 meter.
De Bannkopf is onderdeel van het Untersbergmassief, dat weer deel uitmaakt van de Berchtesgadener Alpen.